# Atentado contra Porfirio Díaz de 1897
O atentado contra Porfirio Díaz de 1897 foi uma tentativa de assassinato ocorrida em 16 de setembro de 1897 visando atingir este presidente mexicano na Alameda Central da Cidade do México, capital do México. O perpetrador, identificado com o nome de Arnulfo Arroyo, foi encarcerado e assassinado nesse mesmo dia por uma multidão, sendo considerado o primeiro linchamento público no México.
O evento inspirou a novela Expendiente del atentado do escritor Álvaro Uribe em 2008, que foi adaptada ao cinema em 2010 com o nome O atentado pelo cineasta Jorge Fons.

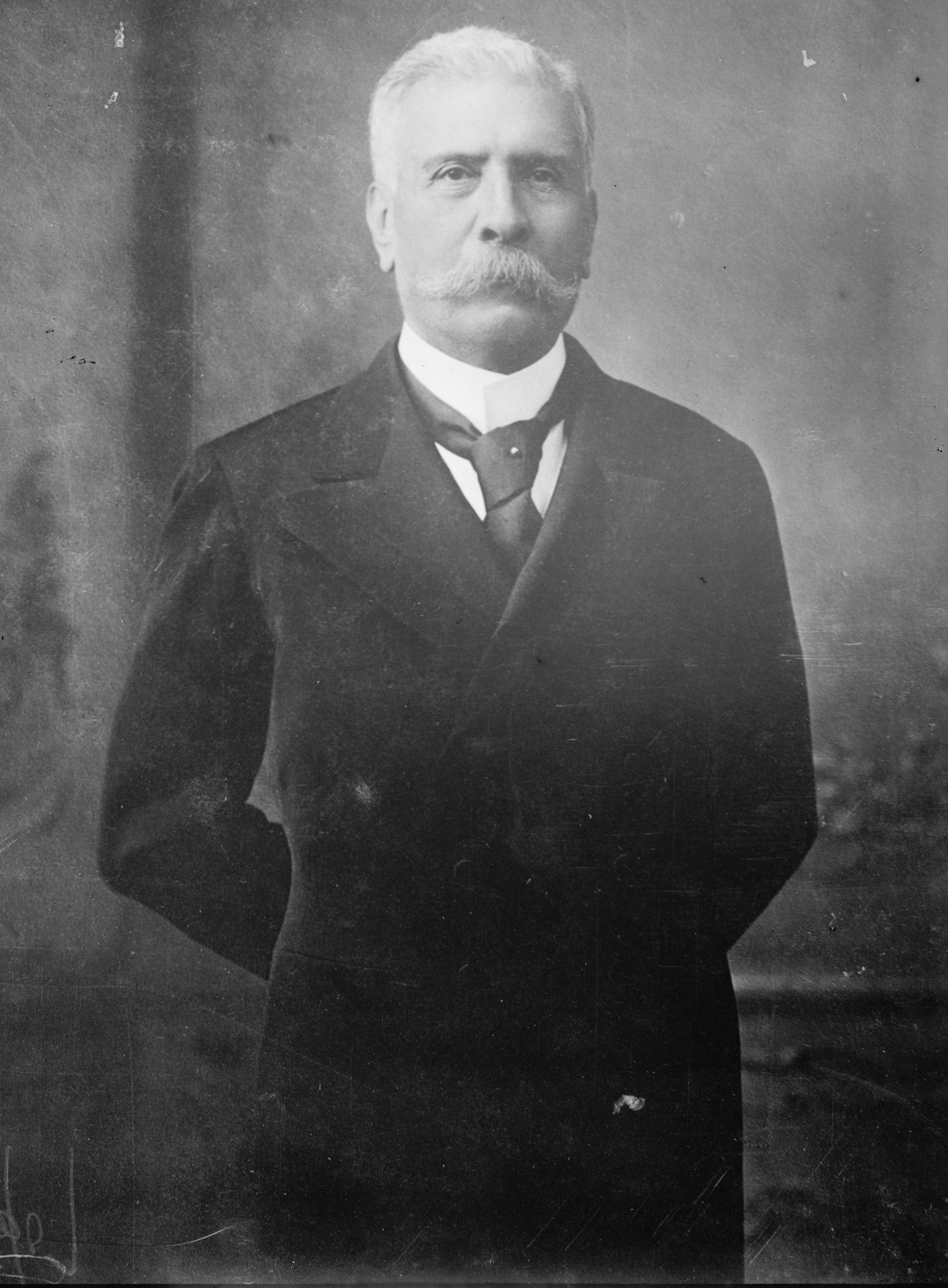
Porfirio Díaz

## Cronologia do atentado
Enquanto passava pela Alameda Central durante as celebrações da Independência do México de 16 de setembro de 1897, o presidente Porfirio Díaz sofreu um atentado por parte de "um conhecido borrachín de nome Arnulfo Arroyo". De acordo com o relato do cronista mexicano Jesús Rábago em História do grande crime (1897), Díaz ia acompanhado pelos generais Francisco Z. Mena (ministro de comunicações) e Felipe Berriozábal (ministro de guerra), quando foi atacado pelas costas. Arroyo foi detido de imediato.
Uribe, autor de Expediente del atentado, assinalou numa conferência em 2014 que Arroyo era "um anarquista passante de Direito que nesse dia se encontrava alcoolizado", indicando que não pôde consumar o atentado por se achar tomado. Baseando-se nos diários do diplomata Federico Gamboa, Uribe relatou que Arroyo passou por um grupo de cadetes do Colégio Militar, assim se aproximando de Díaz para o atacar, ainda que não levasse nenhum tipo de arma branca ou arma de fogo.
Depois do frustrado atentado, Díaz ordenou que Arroyo fosse transladado para a delegacia, onde se corroborou que não trazia armas. Segundo uma crónica publicada no The New York Times de 18 de setembro de 1897, "desde o momento em que Arroyo foi detido [...] o povo clamava por sua morte. Era fustigado o tenente LaCroix, que era o encarregado da detenção, por não lhe dar um tiro." Na mesma noite de 16 de setembro, Arroyo foi assassinado à facada, dando-se como responsáveis um grupo de pessoas que irrompeu na delegacia durante a madrugada. No dia seguinte, 17 de setembro de 1897, o presidente Díaz lamentou a morte do seu agressor, comentário que foi replicado pelo general Berriozábal, ministro de Guerra, assim como pela imprensa internacional.

### Reações
Em 18 de dezembro, o diário O Imparcial publicou a nota sobre o linchamento de Arroyo, versão que foi posta em dúvida pela população. Assim mesmo, a polícia realizou uma rusga na qual deteve 21 suspeitos e os acusou de terem participado no homicídio de Arroyo. Estes fatores indignaram os cidadãos, mobilizando perto de 15 mil pessoas para se manifestarem em frente aos escritórios do Imparcial, tendo queimado cópias do diário e acusaram o jornal de culpar o povo por um assassinato perpetrado pela polícia.
Foi tal o escândalo público que o Congresso chamou Manuel González Cosío, então ministro do Interior, para que rendesse contas. Em 21 de setembro, o congressista Eduardo Velázquez e outros 12 membros da polícia foram levados ao cárcere de Belém, onde confessaram ter assassinado Arroyo e terem montado tudo para que parecesse um linchamento público. Depois da acusação, Velázquez suicidou-se e o resto dos implicados foram condenados a morte. No entanto, suas sentenças foram comutadas, passando alguns anos no cárcere; em alguns casos, voltaram a ocupar cargos públicos após purgar sua condenação.

## Na cultura popular
- A novela Processe do atentado, do escritor mexicano Álvaro Uribe, aborda o acontecimento.[4] O livro foi premiado em 2008 com o Prêmio Iberoamericano de Novela Elena Poniatowska.[5]
- O filme O atentado do cineasta Jorge Fons também retoma o acontecimento.[2][6] Ganhou o prêmio Ariel a Melhor Indumentária em 2011.[7]